# Adiantum peruvianum
Adiantum peruvianum är en kantbräkenväxtart som beskrevs av Kl. Adiantum peruvianum ingår i släktet Adiantum och familjen Pteridaceae. Inga underarter finns listade.

## Bildgalleri

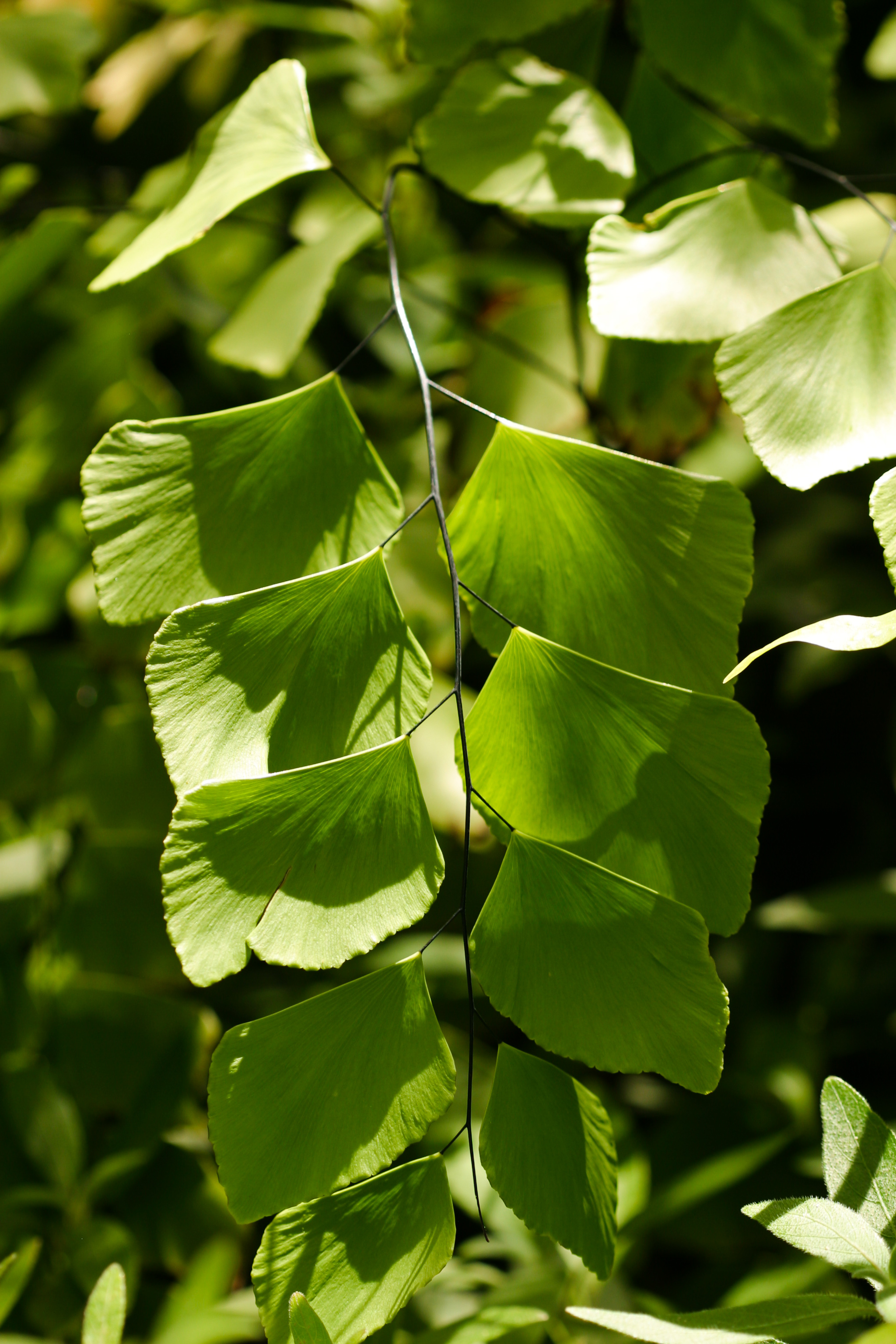
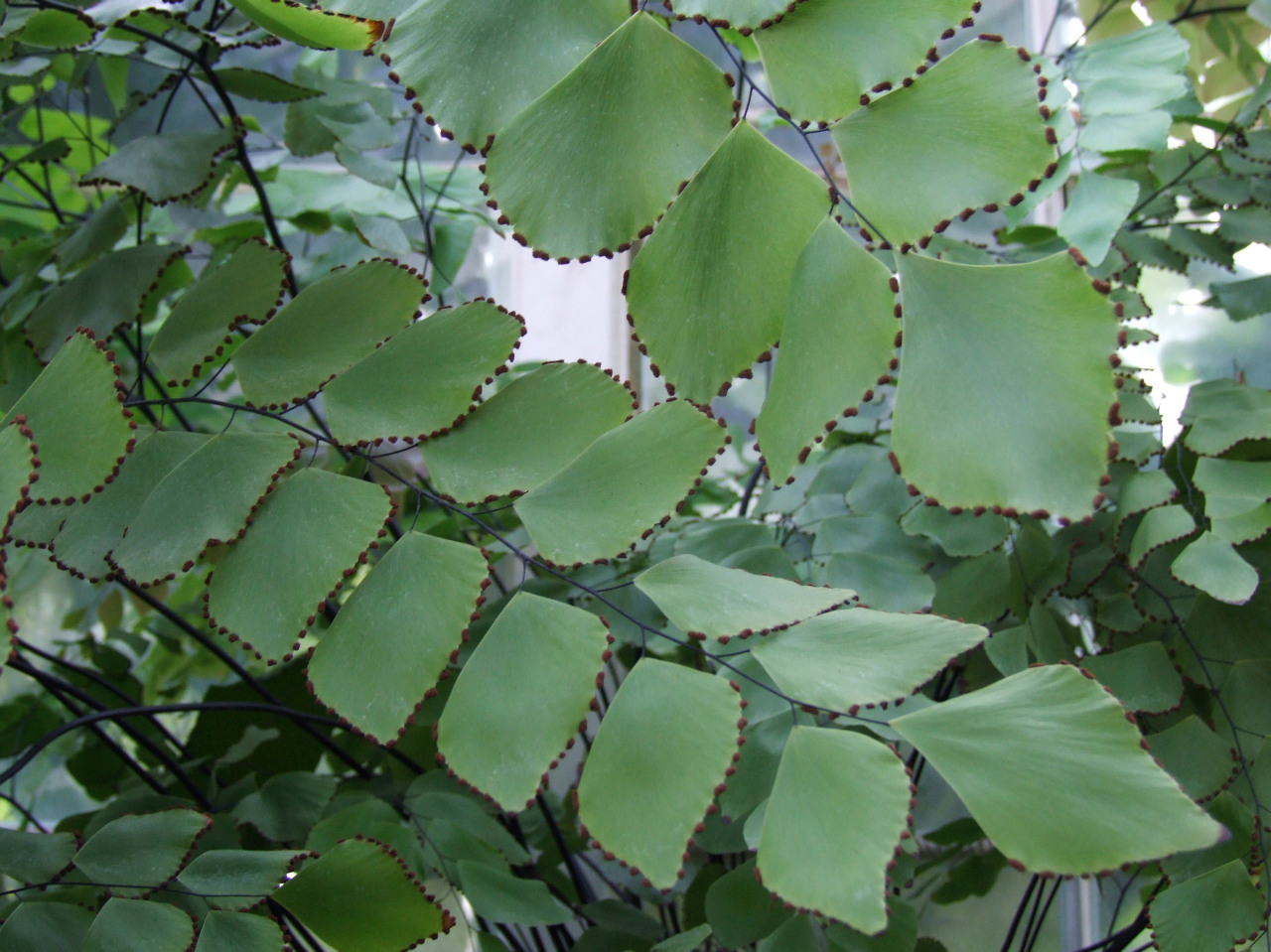
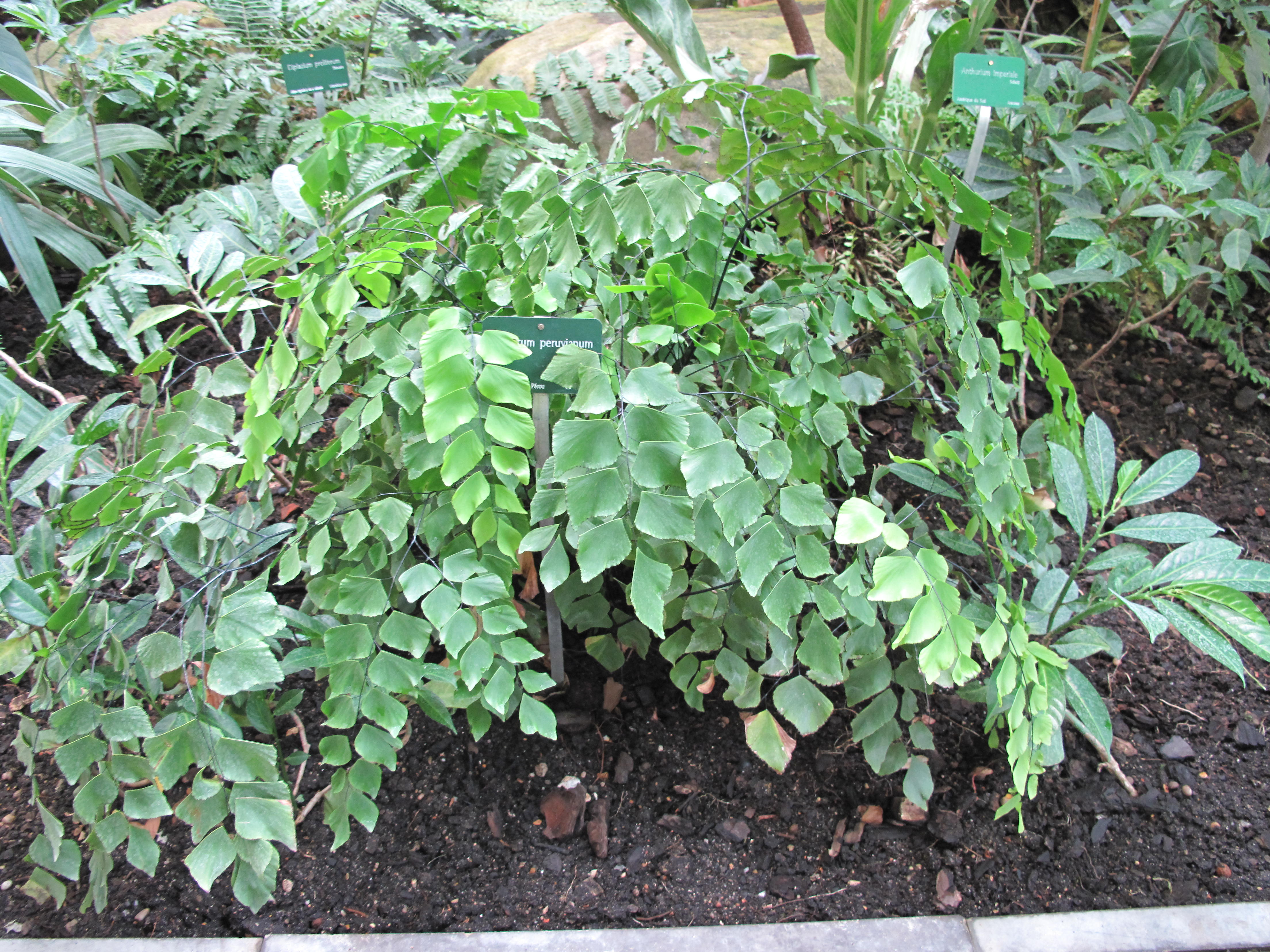
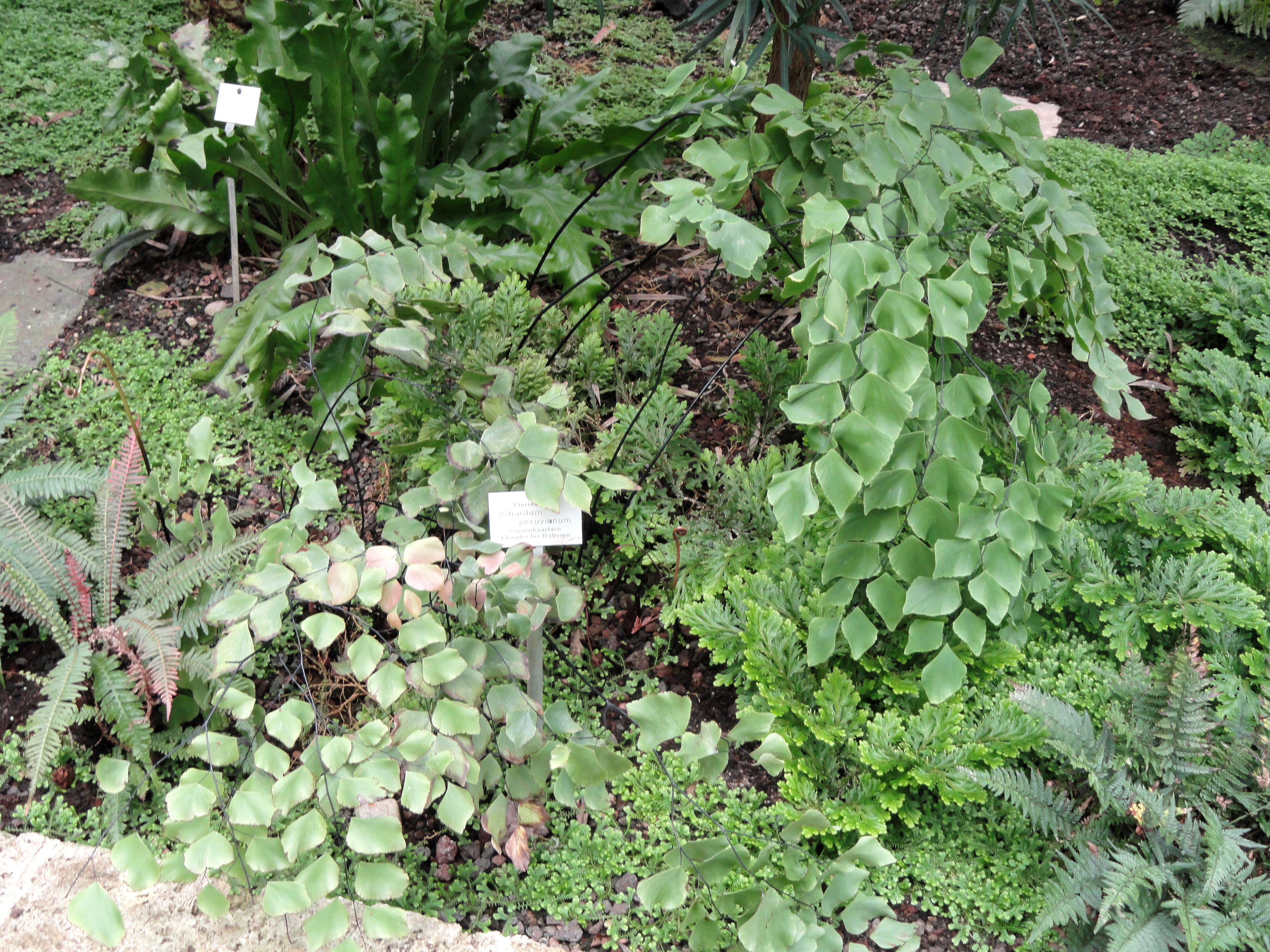
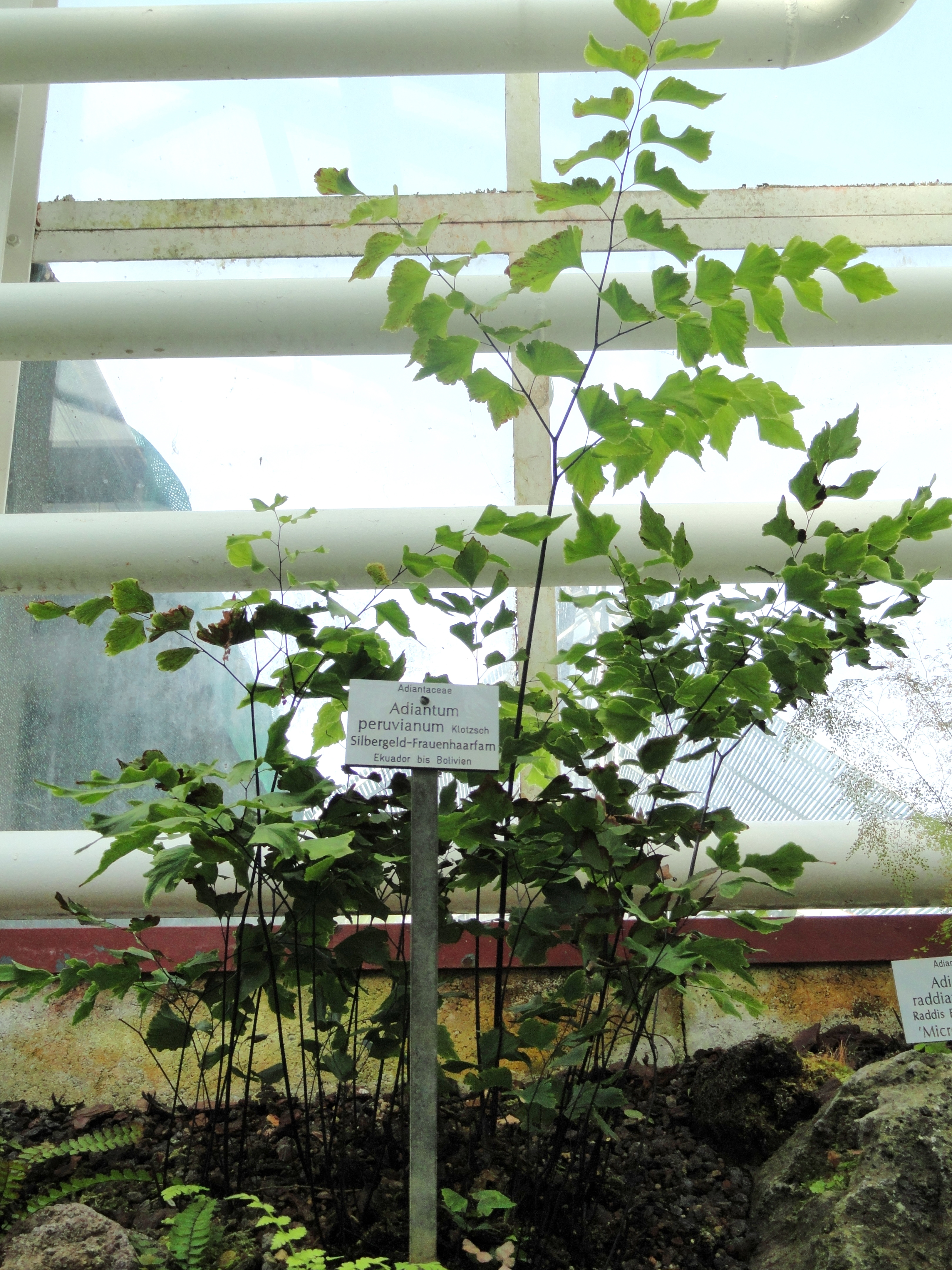
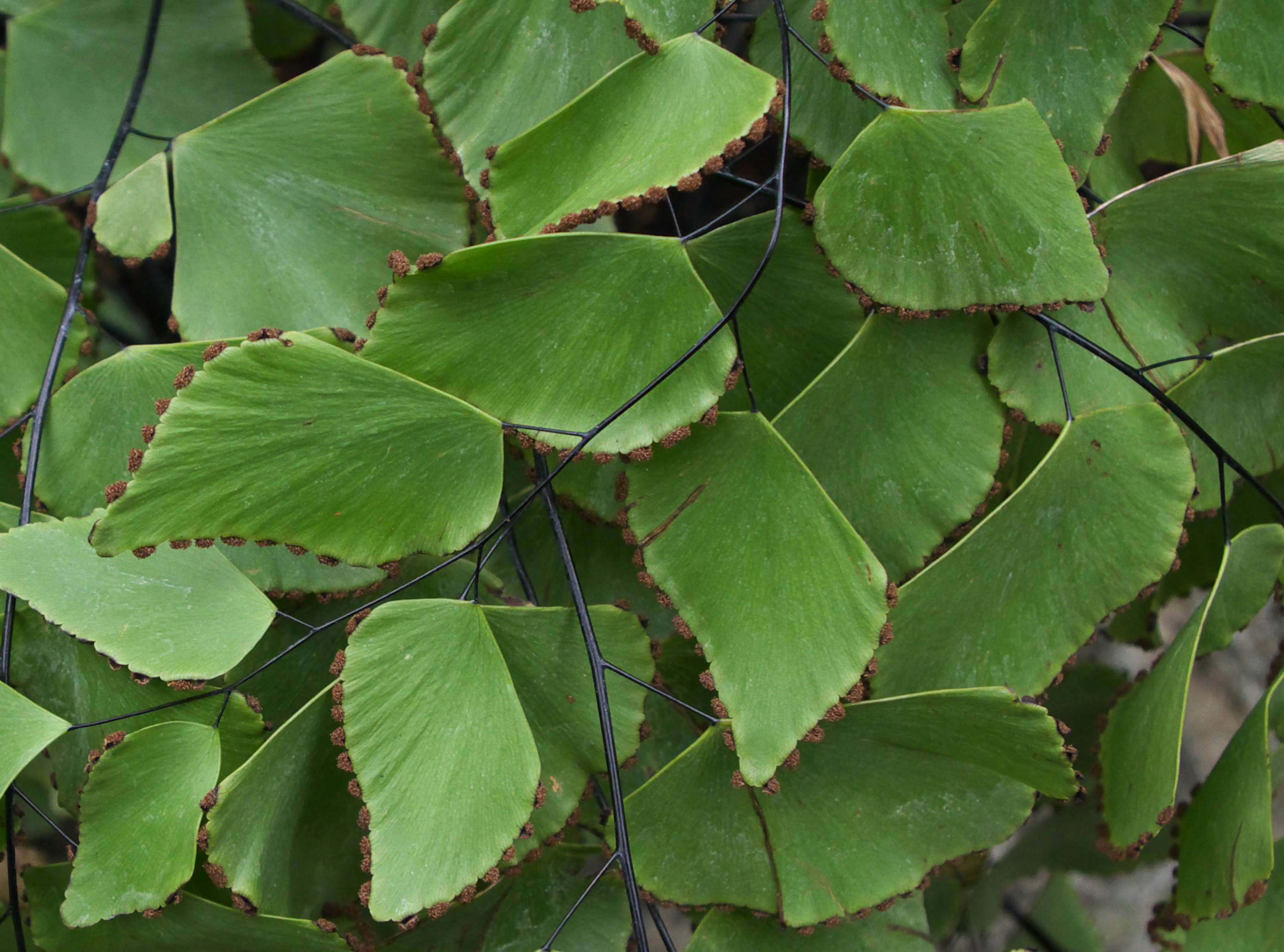